# Никулинская (Верховажский сельсовет)
Никулинская — упразднённая деревня в Верховажском районе Вологодской области России.

## География
Урочище находится в северной части области, в подзоне средней тайги, в пределах южной части Важско-Кулойской низины, на правом берегу реки Ваги, на расстоянии примерно 6 километров (по прямой) к юго-западу от села Верховажье, административного центра района. Абсолютная высота — 111 метров над уровнем моря.

### Климат
Климат характеризуется как умеренно континентальный. Среднегодовая температура воздуха — +1,8 °C. Абсолютный минимум температуры воздуха составляет −46 °C; абсолютный максимум — +37 °C. Безморозный период длится 110—115 дней. Среднегодовое количество атмосферных осадков составляет 637 мм. В течение года преобладают ветра юго-западного направления.

## История
В «Списке населенных мест Вологодской губернии по сведениям 1859 года» населённый пункт упомянут как удельная деревня Никулинское (Сомово) Вельского уезда, расположенная в 34 верстах от уездного города. В деревне имелось 9 дворов и проживало 83 человека (41 мужчина и 42 женщины). В 1881 году входила в состав Верховской волости.
По данным 1914 года, в деревне имелось 19 хозяйств и проживало 110 человек (51 мужчина и 59 женщин).
В 1940 году входила в состав Раменского сельсовета Верховажского района. По состоянию на 1 января 1973 года в составе Верховажского сельсовета.
Упразднена в 1977 году.